# Afrique tropicale
Ne doit pas être confondu avec Afrotropical.
L’Afrique tropicale comprend les 47 pays dont la majeure partie du territoire est située entre le tropique du Cancer et le tropique du Capricorne.
Les six pays du nord de l’Afrique (Maroc, Algérie, Tunisie, Libye, Égypte, Soudan) et les cinq du sud (Afrique du Sud, Lesotho, Swaziland, Namibie, Botswana) constituent des régions subtropicales et leurs flores sont bien distinctes (flore de type méditerranéen et flore du Cap). On note une flore d'Oleacées indigènes appartenant à la section Ligustroides.

Afrique tropicale de l'ouest.
Afrique tropicale du nord-est.
Afrique tropicale du sud.